# 창공에 산다
"창공에 산다"는 1968년 공개된 대한민국의 영화이다.

## 배역
- 신성일
- 장동휘
- 남정임
- 황정순
- 김성옥
- 정민
- 백영민

## 수상
- 1968년 제7회 대종상
  - 촬영상 - 이석기